# Metropolia Paraíba
Metropolia Paraíba – metropolia Kościoła rzymskokatolickiego w Brazylii. Składa się z metropolitalnej archidiecezji Paraíba i czterech diecezji. Została erygowana 6 lutego 1914 r. konstytucją apostolską Maius Catholicae Religionis Incrementum papieża Piusa X. Od 2017 r. godność arcybiskupa metropolity sprawuje abp Manoel Delson Pedreira da Cruz.
W skład metropolii wchodzą:
- Archidiecezja Paraíba
  - Diecezja Cajazieras
  - Diecezja Campina Grande
  - Diecezja Guarabira
  - Diecezja Patos

Prowincja kościelna Paraíba wraz z metropoliami Olinda i Recife, Natal i Maceió tworzą region kościelny Nordeste II, zwany też regionem Pernambuco, Paraíba, Rio Grande do Norte i Alagoas.

## Metropolici
- Adauctus Aurélio de Miranda Henriques (1914 – 1935)
- Moisés Sizenando Coelho (1935 – 1959)
- Mário de Miranda Vilas-Boas (1959 – 1965)
- José Maria Pires (1965 – 1995)
- Marcelo Pinto Carvalheria (1995 – 2004)
- Aldo de Cillo Pagotto (2004 – 2016)
- Manoel Delson Pedreira da Cruz (od 2017)